# Versamune-CoV-2FC
Versamune-CoV-2FC, chamada simplesmente de Versamune ou ainda de MCTI BR, é uma candidata a vacina contra a COVID-19 desenvolvida pela Farmacore Biotecnologia, PDS Biotechnology Corporation e Faculdade de Medicina de Ribeirão Preto. Estudos clínicos de fase I e II ocorrerão no Brasil logo e envolverão cerca de 360 voluntários. A vacina utiliza uma proteína recombinante advinda do próprio SARS-CoV-2 somada a um carreador de natureza lipídica.

## Tecnologia
O imunizante utiliza uma proteína recombinante (especificamente a subunidade S1 da proteína S, chave para infectar células humanas) junto de um carreador - uma nanopartícula de natureza lipídica (da plataforma Versamune). Essa proteína recombinante gera uma resposta imune com a produção de anticorpos neutralizantes e impede a infecção das células. O carreador, por sua vez, estimula a produção de linfócitos T para a neutralização de eventuais células infectadas. A ação desses dois componentes será capaz de gerar proteção de longo prazo.

## Pesquisa clínica
A americana PDS Biotechnology fechou o acordo para o desenvolvimento de uma vacina contra COVID-19 com a brasileira Farmacore Biotecnologia em junho de 2020. As desenvolvedoras da vacina começaram a enviar documentos para a realização de testes de fase I e II no Brasil em fevereiro de 2021, com o Ministério da Ciência, Tecnologia e Inovações prometendo aproximadamente 60 milhões de dolares em financiamento para a realização dos testes e comercialização do produto no início do mês seguinte. O pedido formal para a realização dos testes de fase I e II ocorreu dia 25 de março. Serão 360 voluntários com idades entre 18 e 55 anos inicialmente, com a inclusão de participantes de até 75 anos em um momento posterior, e o estudo clínico ocorrerá na cidade de São Paulo. Se tudo ocorrer como o planejado, essas etapas do estudo estarão terminadas até agosto e a fase III, que contará com algo entre 20 e 30 mil participantes, será concluída até o fim de 2021. Todas as etapas receberão apoio financeiro do Governo Federal do Brasil.

## Produção
De acordo com Helena Faccioli, CEO da Farmacore, a produção de doses da vacina ocorrerá em paralelo com a pesquisa clínica. Faccioli espera que a Anvisa, Agência Nacional de Vigilância Sanitária, aprove o uso do imunizante em janeiro ou fevereiro de 2022 e que, nesse ano, entre 400 e 500 milhões de doses sejam produzidas - sendo que a Versamune deverá ser aplicada em um regime de duas doses.

## Controvérsias
O ministério, segundo o portal O Antagonista, não informou qualquer documento que comprove um 'compromisso' para patrocinar com R$ 300 milhões a fase 3 da vacina Versamune, apesar de ter ratificado o investimento numa coletiva de imprensa. 
Em 24 de abril de 2021, o governo federal reduziu o orçamento do minstério da Ciência, Tecnologia e Inovações em R$ 200 milhões.
O dinheiro, serviria para financiar a fabricação da vacina, segundo o jornal O Estado de S. Paulo. Marcos Pontes participou dias antes, de uma transmissão semanal ao vivo de Jair Bolsonaro na internet. Segundo informações, o presidente informou sobre o orçamento de 2021, mas não sobre a antecipação do veto. 
O ministro chamou de "estrago", o corte. Ele disse no sábado durante uma transmissão ao vivo numa rede social: “Ontem foi um dia muito movimentado em Brasília, com divulgação do orçamento 2021 com grande atraso, já estamos em abril. Estamos tanto trabalhando pro orçamento do ano que vem, quanto vendo o que vamos fazer com o orçamento deste ano, com o estrago, vamos chamar assim. Realmente foi muito comprimido esse orçamento”. 